# Bengeworth
Bengeworth est une localité anglaise située dans le comté du Worcestershire.